# 예산 임존성
예산 임존성(禮山 任存城)은 대한민국 충청남도 예산군 대흥면 봉수산 꼭대기에 있는 둘레 약 3km의 산성이다.
주류성과 함께, 귀실복신, 흑치상지 지수신 등이 이끈 백제 부흥운동의 중심지였으나, 당에 항복한 흑치상지를 앞세운 나·당 연합군에 의해 함락되었다.

## 개요
예산 임존성은 예산군 대흥면과 광시면, 금마면 등 3개면의 경계를 이루고 있는 봉수산의 정상부에 구축된 산 정상부를 둘러싼 테뫼식 산성으로, 현재 사적 제90호로 보호되고 있다. 백제의 주요 성 가운데 하나이며, 백제 멸망 후 일어났던 부흥운동의 거점이 된 곳으로 전해지고 있다.
성이 위치한 봉수산은 산세가 험하고 예당저수지, 삽교, 예당평야가 한눈에 내려다 보이는 지형으로 공격하기가 매우 어려운 산세를 하고 있어, 주로 북쪽 곡창지 방어를 목적으로 구축된 산성으로 보인다. 《대동지지》 대흥성지조에 “임존성은 봉수산에 있는데 둘레가 5,094자이고 넓이는 3백…”이라는 기사가 남아 있으며, 성 둘레가 2,450m에 달하는 백제 시대 최대 규모의 산성이라 할 수 있다. 전체적으로 성의 외벽은 돌로 쌓고 내벽은 돌과 흙을 섞어 쌓았는데, 안쪽으로는 7∼8m 정도의 내호가 둘러져 있다. 정상부는 평탄면이 조성되어 있어 건물이 자리했을 것으로 생각되며, 남벽쪽으로도 넓은 평지가 조성되어 있는데 이곳에서 백제 시대의 토기와 기와 조각들이 흩어져 있다. 기와는 대체로 무문이나 선문이 시문된 것으로, 태토가 고운 회백색과 붉은 기와가 대부분이다. 기벽은 대체로 얇고 그 중 모래가 섞인 것도 있다. 토기는 회청색 경질에 비교적 태토가 고우며 표면에는 승문과 격자문이 시문되어 있다.
성의 네 구석은 다른 곳보다 약 2m 정도 더 두텁게 쌓았으며, 남문은 약간 동쪽으로 치우친 지점에 위치하고 있는데 방형 옹성을 설치했던 흔적과 폭 2.3m의 성문 흔적이 남아 있다. 성벽에는 또 폭 70 cm, 높이 90cm의 배수구를 설치하고 그 위에 판석을 덮어 놓았다. 성의 서북쪽으로 폭 6m의 북문터가 남아 있는데 이 문을 지나면 대흥면 소재지에 닿는다. 성벽은 대체로 약 2.5m, 폭은 약 3.5m, 성벽의 상단부 폭은 1.6m 안팎이다.

## 역사·연혁
임존성은 《일본서기》에는 임사기산(任射岐山)이라고도 나오며, 백제의 오방 가운데 서방(西方)을 관할하던 방성(方城)이었다.
백제 의자왕 20년(660년) 나 · 당 연합군의 공격으로 백제가 멸망한 뒤, 귀실복신과 도침의 주도하에 임존성과 주류성(周留城)을 근거로 모여든 백제 부흥군 세력은 사비성(泗沘城)을 회복하는데 실패한 뒤 임존성에서 전열을 재정비하여 당병에 맞섰다. 《삼국사기》 및 《당서》에는 백제가 멸망할 당시에 항복했던 흑치상지가 이후 무리를 거느리고 백제 부흥군에 가담한 곳도 이곳 임존성이었다고 적고 있으며, 열흘 만에 3만 명이 모였다고 한다. 신라는 이미 8월 26일에 임존성 공격을 시도했으나 큰 성과를 거두지 못했으며, 663년 백강구 전투로 백제 부흥군이 궤멸되고 백제의 다른 성들이 항복한 뒤에도 지수신(遲受信) 등이 지키는 임존성은 신라군의 공격에도 30일이 되도록 함락시킬 수 없었다. 그것은 임존성의 험준한 지세와 견고한 성벽, 그리고 풍족한 식량 때문이었다. 그러나 당에 항복한 흑치상지 · 사타상여 등에 의해 임존성은 마침내 함락되었고, 지수신이 고구려로 망명하면서 백제 부흥운동은 끝이 났다.
경덕왕 때 당풍 이름으로 고치면서 임존성은 임성군(任城郡)으로 바뀌었다. 인근의 고량부리현 (古良夫里縣)과 오산현(烏山縣)의 두 현을 거느렸다. 신라 말에는 후백제에 속했는데, 고려 태조 8년(925년) 10월에 유금필(庾黔弼)에 의하여 함락되고, 형적(邢積) 등 3천여 명이 죽거나 포로가 되었다. 고려 초에 임성군의 이름은 다시 대흥군(大興郡)으로 바뀌었고, 현종(顯宗) 9년에 운주(運州) 영내에 딸린 군현이 되었다가 다시 명종(明宗) 2년에 감무(監務)가 파견되었다. 조선조 태종(太宗) 13년에 대흥현으로서 현감이 파견되는 고을이 되었는데, 둘레 244의 임존성 안에는 우물이나 샘이 없었으며, 인근 대잠도(大岑島)에 소정방의 사당이 있어서 봄과 가을로 제사를 지냈다고 한다.

## 같이 보기
- 주류성

## 참고 자료
- 예산 임존성 - 국가유산청 국가유산포털
- 백제문화유적 데이터베이스